# 강태평
강태평(본명: 강성우, 1961년 1월 6일 ~ )은 대한민국의 가수이다.

## 음반
- 2012년 내가 미워
- 2014년 나이야 가라 / 내가 미워